# Munida robusta
Munida robusta is een tienpotigensoort uit de familie van de Munididae. De wetenschappelijke naam van de soort werd in 1880 voor het eerst geldig gepubliceerd door Alphonse Milne-Edwards.